# Nürnberger Platz (métro de Berlin)
Nürnberger Platz était une station de la ligne appelée maintenant ligne 3 du métro de Berlin, dans l'arrondissement de Charlottenburg-Wilmersdorf.

## Géographie
La station se situe sous la place du même nom, entre les quartiers de Wilmersdorf et de Charlottenburg.

## Histoire
Au moment de son ouverture, elle est entre les stations Wittenbergplatz et Hohenzollernplatz. La station souterraine est de la même conception qu'Uhlandstraße.
L'accès nord de Charlottenburg est créé avec des colonnes en acier tandis que l'accès sud de Wilmersdorf est faite avec des pylônes en pierre comme les stations du quartier conçues par Wilhelm Leitgebel. À la fin des années 1920, on place un portail en fer brut.
En dépit des destructions considérables de la Seconde Guerre mondiale, la station de métro est reconstruite avant d'être fermée et arrêtée en juin 1959. Elle est remplacée par la station Spichernstraße au croisement de la ligne 3 et la ligne 9 qui se situe juste à côté, ainsi que par la station Augsburger Straße. Aujourd'hui sur le lieu de l'ancienne station se trouve le parking de la station Spichernstraße.